# علم التشريح العياني
علم التشريح العياني هو دراسة تشريح أعضاء جسم الكائن الحي على المستوى المرئي أو (العياني). والذي يختلف عن علم الأنسجة، الذي يدرس التشريح المجهري للأنسجة.

## في مجال التعليم
معظم مدارس الطب المهنية الصحية، مثل كليات الطب والأسنان، تتطلب على الطلاب إكمال دورات في التشريح البشري الإجمالي. مثل هذه الدورات تهدف إلى تثقيف الطلاب في تشريح جسم الإنسان الأساسية وتسعى إلى إنشاء معالم تشريحية التي قد تستخدم في وقت لاحق لمساعدة التشخيص الطبي . العديد من المدارس تزويد الطلاب مع الجثث للتحقيق من قبل تشريح.